# Aberavon (Wales)

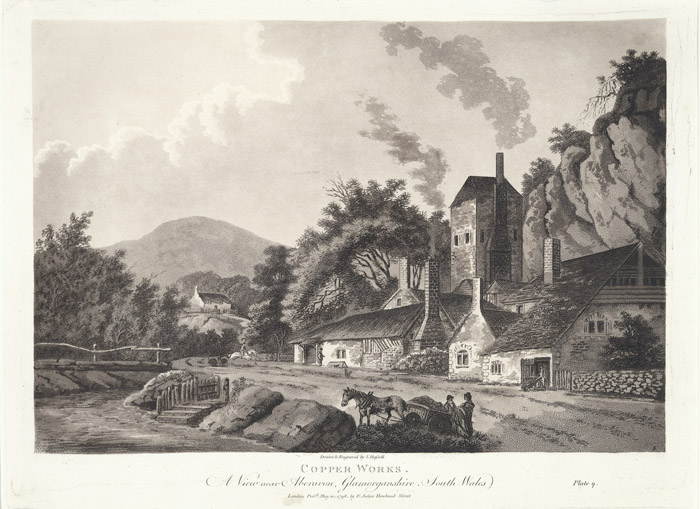
Kupferhütte bei Aberavon, Stich von 1798

Aberavon (auch Aberafon, walisisch Aberafan) ist eine Community im Neath Port Talbot County Borough, in Wales.

## Geschichte

### Mittelalter und Frühe Neuzeit
Aberavon war ein historisches Borough, das in der Stadt Port Talbot aufging.
Zu Beginn des 12. Jahrhunderts errichtete Caradog ap Iestyn, der walisische Lord von Afan, zum Schutz einer Furt eine Burg am Westufer der Mündung des River Afan. Die Burg wurde 1153 bei einem Überfall des walisischen Fürsten Rhys ap Gruffydd zerstört und vermutlich erst im 13. Jahrhundert neu errichtet. Um die Burg entstand eine Siedlung, in der 1254 erstmals die Kirche St Mary erwähnt wird. 1304 verlieh Leisan de Avene, der Lord of Afan, der Siedlung eine erste Charta. In der zweiten Hälfte des 14. Jahrhunderts übernahmen die Lords of Glamorgan die Herrschaft über Afan. Um 1373 bestätigte Edward le Despenser, der Lord of Glamorgan, dem Borough die Charta. Die Burg wurde dagegen um diese Zeit vermutlich nicht mehr bewohnt und verfiel, ihre Reste wurden zwischen 1876 und 1897 abgetragen und überbaut. Der kleine Ort war mehrfach von Überschwemmungen betroffen, u. a. während der großen Überschwemmungen am Bristolkanal 1607. Bei einem Hochwasser des River Afan am 25. Juli 1768 wurde die St Mary’s Church schwer beschädigt und die Brücke über den Afan zerstört. Eine neue einbogige Brücke wurde nach Plänen von William Edwards errichtet, diese wurde 19. Jahrhundert durch eine größere Brücke ersetzt.

### Industrialisierung im 18., 19. und 20. Jahrhundert
Bereits zu Beginn des 18. Jahrhunderts begann mit der Errichtung von Eisenwerken die Industrialisierung, ab 1770 wurde eine Kupferhütte bei der Stadt errichtet. Zu Beginn des 19. Jahrhunderts entstanden weitere Industriebetriebe und die Einwohnerzahl des Borough stieg rasch an. Der alte, gezeitenabhängige Hafen genügte im 19. Jahrhundert nicht mehr dem wachsenden Verkehr, weshalb um 1836 Christopher Rice Mansel Talbot mit dem Bau eines neuen Hafens begann, der schon bald Port Talbot genannt wurde. 1860 erhielt die rasch wachsende Industriestadt eine neue Charta, 1921 wurde das Borough of Aberavon mit dem Margam Urban District Council zum Borough of Port Talbot zusammengeschlossen.
Heutzutage bildet Aberavon eine eigene Community, ist aber weiterhin ein Stadtteil von Port Talbot.